# Someren
Someren – miasto w południowej Holandii w prowincji Brabancja Północna, nad kanałem Zuid-Willemsvaart, 10 km na południe od Helmondu. Siedziba gminy (gemeente) Someren.

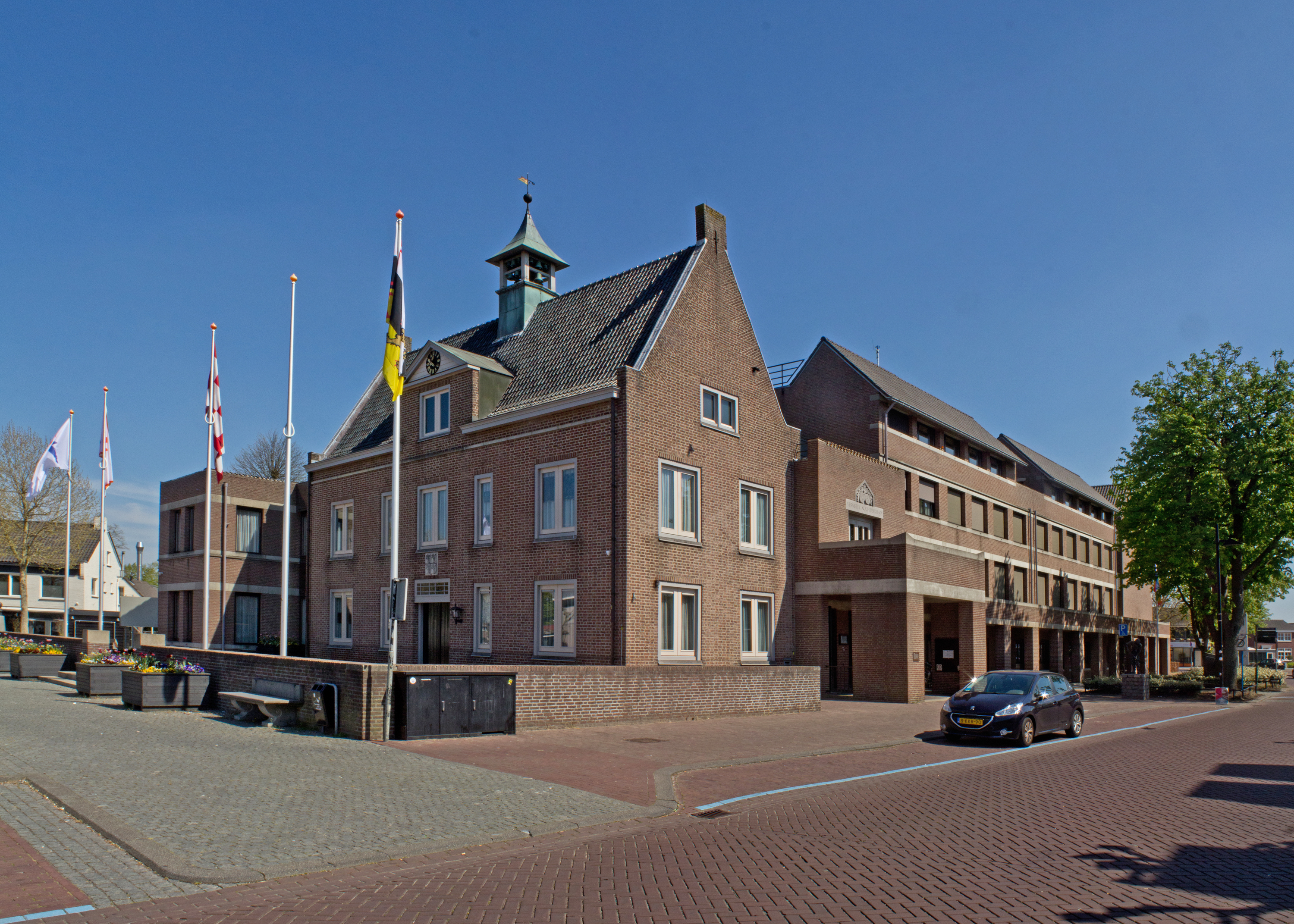
Ratusz w Someren.

Someren posiada 2 przysiółki:
- Someren-Eind
- Someren-Heide

## Współpraca
Miejscowość partnerska:
- Sint-Pieters-Leeuw, Belgia